# Internazionali Femminili di Palermo
Az Internazionali Femminili di Palermo egy évente megrendezésre kerülő női tenisztorna volt az olaszországi Palermóban. 1988 óta rendezték meg, 2000-ig Tier IV-es, 2001-2004-ig Tier V-ös, 2005-2008-ig ismét Tier IV-es, 2009-től 2013-ig pedig International besorolású volt. A mérkőzéseket szabad téren, salakos pályán játszották. A torna 2014-ben Kuala Lumpurba került áthelyezésre. 2019-ben ismét felkerült a WTA versenynaptárába. 2021-2024 között WTA250 besorolású volt, majd 2025-től a WTA125 versenysorozat része lett.
Érdekesség, hogy 2007-ben, ezen a tornán szerezte meg Szávay Ágnes élete első WTA-torna győzelmét, Martina Müllert felülmúlva a fináléban.
A legtöbb tornagyőzelmet Anabel Medina Garrigues szerezte meg a versenyen, aki ötször (2001, 2004, 2005, 2006, 2011) tudott nyerni.

## Döntők

### Egyéni
| Év                          | Győztes                 | Ellenfél a döntőben        | Eredmény a döntőben |
| --------------------------- | ----------------------- | -------------------------- | ------------------- |
| ↓ WTA125 torna ↓            |                         |                            |                     |
| 2025                        | Francesca Jones         | Anouk Koevermans           | 6–3, 6–2            |
| ↓ WTA250 torna ↓            |                         |                            |                     |
| 2024                        | Cseng Csin-ven          | Karolína Muchová           | 6–4, 4–6, 6–2       |
| 2023                        | Cseng Csin-ven          | Jasmine Paolini            | 6–4, 1–6, 6–1       |
| 2022                        | Irina-Camelia Begu      | Lucia Bronzetti            | 6–2, 6–2            |
| 2021                        | Danielle Collins        | Elena-Gabriela Ruse        | 6–4, 6–2            |
| ↓ WTA International torna ↓ |                         |                            |                     |
| 2020                        | Fiona Ferro             | Anett Kontaveit            | 6–2, 7–5            |
| 2019                        | Jil Teichmann           | Kiki Bertens               | 7–6(3), 6–2         |
| 2014–2018                   | Nem rendezték meg       | Nem rendezték meg          | Nem rendezték meg   |
| 2013                        | Roberta Vinci           | Sara Errani                | 6–3, 3–6, 6–3       |
| 2012                        | Sara Errani             | Barbora Záhlavová-Strýcová | 6–1, 6–3            |
| 2011                        | Anabel Medina Garrigues | Polona Hercog              | 6–3, 6–2            |
| 2010                        | Kaia Kanepi             | Flavia Pennetta            | 6–4, 6–3            |
| 2009                        | Flavia Pennetta         | Sara Errani                | 6–1, 6–2            |
| ↓ Tier IV-es kategóriájú ↓  |                         |                            |                     |
| 2008                        | Sara Errani             | Marija Koritceva           | 6–2, 6–3            |
| 2007                        | Szávay Ágnes            | Martina Müller             | 6–0, 6–1            |
| 2006                        | Anabel Medina Garrigues | Tathiana Garbin            | 6–4, 6–4            |
| 2005                        | Anabel Medina Garrigues | Klára Koukalová            | 6–4, 6–0            |
| ↓ Tier V-ös kategóriájú ↓   |                         |                            |                     |
| 2004                        | Anabel Medina Garrigues | Flavia Pennetta            | 6–4, 6–4            |
| 2003                        | Gyinara Szafina         | Katarina Srebotnik         | 6–3, 6–4            |
| 2002                        | Mariana Díaz-Oliva      | Vera Zvonarjova            | 6–7(6), 6–1, 6–3    |
| 2001                        | Anabel Medina Garrigues | Cristina Torrens           | 6–4, 6–4            |
| ↓ Tier IV-es kategóriájú ↓  |                         |                            |                     |
| 2000                        | Henrieta Nagyová        | Pavlina Nola               | 6–3, 7–5            |
| 1999                        | Anasztaszija Miszkina   | Ángeles Montolio           | 3–6, 7–6(4), 6–2    |
| 1998                        | Patty Schnyder          | Barbara Schett             | 6–1, 5–7, 6–2       |
| 1997                        | Sandrine Testud         | Jelena Makarova            | 7–5, 6–3            |
| 1996                        | Barbara Schett          | Sabine Hack                | 6–3, 6–3            |
| 1995                        | Irina Spîrlea           | Sabine Hack                | 7–6(1), 6–2         |
| 1994                        | Irina Spîrlea           | Brenda Schultz             | 6–4, 1–6, 7–6(5)    |
| 1993                        | Radka Bobková           | Mary Pierce                | 6–3, 6–2            |
| 1992                        | Mary Pierce             | Brenda Schultz             | 6–1, 6–7(3), 6–1    |
| 1991                        | Mary Pierce             | Sandra Cecchini            | 6–0, 6–3            |
| 1990                        | Isabel Cueto            | Barbara Paulus             | 6–2, 6–3            |
| ↓ Nem Tour-esemény ↓        |                         |                            |                     |
| 1989                        | Janine Thompson         | Laura Golarsa              | 6–2, 6–7, 6–4       |
| 1988                        | Karin Kschwendt         | Marzia Grossi              | 4–6, 6–0, 6–1       |

### Páros
| Év                          | Győztesek                                          | Ellenfél a döntőben                                 | Eredmény a döntőben |
| --------------------------- | -------------------------------------------------- | --------------------------------------------------- | ------------------- |
| ↓ WTA125 torna ↓            |                                                    |                                                     |                     |
| 2025                        | Estella Cascino Feng Shuo                          | Momoko Kobori Ayano Shimizu                         | 6–2, 6–7(2), [10–7] |
| ↓ WTA250 torna ↓            |                                                    |                                                     |                     |
| 2024                        | Alekszandra Panova Jana Szizikova                  | Yvonne Cavallé Reimers Aurora Zantedeschi           | 4–6, 6–3, [10–5]    |
| 2023                        | Jana Szizikova Kimberley Zimmermann                | Angelica Moratelli Camilla Rosatello                | 6–2, 6–4            |
| 2022                        | Bondár Anna Kimberley Zimmermann                   | Amina Ansba Udvardy Panna                           | 6–3, 6–2            |
| 2021                        | Erin Routliffe Kimberley Zimmermann                | Natyela Dzalamidze Kamilla Rahimova                 | 7–6(5), 4–6, [10–4] |
| ↓ WTA International torna ↓ |                                                    |                                                     |                     |
| 2020                        | Arantxa Rus Tamara Zidanšek                        | Elisabetta Cocciaretto Martina Trevisan             | 7–5, 7–5            |
| 2019                        | Cornelia Lister Renata Voráčová                    | Ekaterine Gorgodze Arantxa Rus                      | 7–6(2), 6–2         |
| 2014–2018                   | Nem rendezték meg                                  | Nem rendezték meg                                   | Nem rendezték meg   |
| 2013                        | Kristina Mladenovic Katarzyna Piter                | Karolína Plíšková Kristýna Plíšková                 | 6–1, 5–7, [10–8]    |
| 2012                        | Renata Voráčová Barbora Záhlavová-Strýcová         | Darija Jurak Marosi Katalin                         | 7–6(5), 6–4         |
| 2011                        | Roberta Vinci Sara Errani                          | Andrea Hlaváčková Klára Zakopalová                  | 7–5, 6–1            |
| 2010                        | Alberta Brianti Sara Errani                        | Jill Craybas Julia Görges                           | 6–4, 6–1            |
| 2009                        | Nuria Llagostera Vives María José Martínez Sánchez | Marija Koritceva Darja Kusztava                     | 6–1, 6–2            |
| 2008                        | Sara Errani Nuria Llagostera Vives                 | Alla Kudrjavceva Anasztaszija Pavljucsenkova        | 2–6, 7–6(1), [10–4] |
| 2007                        | Marija Koritceva Darja Kusztava                    | Alice Canepa Karin Knapp                            | 6–4, 6–1            |
| 2006                        | Janette Husárová Michaëlla Krajicek                | Alice Canepa Giulia Gabba                           | 6–0, 6–0            |
| 2005                        | Giulia Casoni Marija Koritceva                     | Klaudia Jans Alicja Rosolska                        | 4–6, 6–3, 7–5       |
| 2004                        | Anabel Medina Garrigues Arantxa Sánchez Vicario    | Henrieta Nagyová Ľubomíra Kurhajcová                | 6–3, 7–6(3)         |
| 2003                        | Adriana Serra Zanetti Emily Stellato               | María José Martínez Sánchez Arantxa Parra Santonja  | 6–4, 6–2            |
| 2002                        | Jevgenyija Kulikovszkaja Jekatyerina Sziszojeva    | Lubomira Bacheva Angelika Roesch                    | 6–4, 6–3            |
| 2001                        | Tathiana Garbin Janette Husárová                   | María José Martínez Sánchez Anabel Medina Garrigues | 4–6, 6–2, 6–4       |
| 2000                        | Silvia Farina Elia Rita Grande                     | Ruxandra Dragomir Virginia Ruano Pascual            | 6–4, 0–6, 7–6       |
| 1999                        | Tina Križan Katarina Srebotnik                     | Åsa Svensson Sonya Jeyaseelan                       | 4–6, 6–3, 6–0       |
| 1998                        | Pavlina Nola Elena Wagner                          | Barbara Schett Patty Schnyder                       | 6–4, 6–2            |
| 1997                        | Silvia Farina Elia Barbara Schett                  | Mercedes Paz Florencia Labat                        | 2–6, 6–1, 6–4       |
| 1996                        | Barbara Schett Janette Husárová                    | Barbara Rittner Florencia Labat                     | 7–6, 6–1            |
| 1995                        | Petra Langrová Radka Bobková                       | Petra Schwarz Katarína Studeníková                  | 6–4, 6–1            |
| 1994                        | Ruxandra Dragomir Laura Garrone                    | Alice Canepa Giulia Casoni                          | 6–1, 6–0            |
| 1993                        | Karin Kschwendt Natalija Medvegyeva                | Silvia Farina Elia Brenda Schultz                   | 6–4, 7–6            |
| 1992                        | Halle Cioffi María José Gaidano                    | Petra Langrová Ana Segura                           | 6–3, 4–6, 6–3       |
| 1991                        | Mary Pierce Petra Langrová                         | Laura Garrone Mercedes Paz                          | 6–3, 6–7, 6–3       |
| 1990                        | Laura Garrone Karin Kschwendt                      | Florencia Labat Barbara Romano                      | 6–2, 6–4            |
| 1989                        | Barbara Romano Marzia Grossi                       | Rachel McQuillan Kristine Radford                   | 6–3, 6–2            |
| 1988                        | Janet Souto Rosa Bielsa                            | Allison Cooper Mary Norwood                         | 6–3, 2–6, 7–5       |